# Emery Roth
Emery Roth, születési nevén Róth Imre (Gálszécs, 1871. július 17. – New York, 1948. augusztus 20.) magyarországi zsidó származású amerikai építész, New York meghatározó lakóépületeinek, hoteleinek, felhőkarcolóinak tervezője. Az 1920-30-as években Beaux-Arts és art déco stílusokban alkotott. 
Legismertebb épületei közé sorolható a Beresford ház, a San Remo ház, vagy a Ritz torony.

## Élete
Róth egy, az Osztrák–Magyar Monarchia területén, a Zemplén megyei Gálszécsen élt zsidó család gyermekeként született 1871-ben. Nyolcan voltak testvérek, szülei a helyi vendéglő tulajdonosaiként jómódúak voltak, ám apja korai halála után a család elszegényedett, ezért a 13 éves Imrét Amerikába küldték egy Chicagóban már letelepedett ismerősükre, bizonyos Kiss Aladárra bízva. New Yorkba érkezésükkor különváltak, és a fiatal Róthnak Chicagóba érkezvén már egyedül kellett boldogulnia.
Hivatását egy építésziroda tanoncaként találta meg. Később a Burnham & Root alkalmazásában a Chicagói világvásár építészei közé került műszaki rajzolóként. Daniel H. Burnham és John W. Root Chicago legkiválóbb építészei közé tartoztak, és e nagyszabású munka révén Róth megmutathatta képességeit és találkozhatott a New York-i Richard M. Hunttal az amerikai építészet dékánjával, aki helyet biztosított Róthnak New York-i irodájában. 
Hunt 1895-ös halála után Róth csatlakozott Ogden Codman Jr. belsőépítészhez. 1898-ban Róth saját irodát nyitott, majd megházasodott Ella Grossmannal és 4 gyermekük született. Korai megbízásai szerényebb munkák voltak, melyeket főként a New York-i magyar közösségtől kapott. Első munkája a kedvelt New York-i magyar étterem, a Cafe Boulevard áttervezése volt. Róth egész életében közeli kapcsolatot tartott a magyar bevándorlókkal. 
Ahogy nőtt a hírneve, Róth lakóházak és hotelek tervezésére kezdett összpontosítani. Egyik korai munkája a Hotel Belleclaire 1903-ból, mely a merész Art Nouveau stílusban épült, acél vázszerkezetével és 10 emeletével már felhőkarcolónak tekinthető.
1925-ben épült a Ritz Hotel Tower, mely megszilárdította Róth hírnevét. A 42 emeletes épület volt az első felhőkarcoló, amely lakóháznak épült, és akkoriban a legmagasabb ilyen épületnek számított. Óriás lakosztályaival és luxusával a Ritz Tower a gazdag New York új szimbólumává vált.
Róth egyik főművének a Beresford ház tekinthető, mely a Central Park nyugati részének közelében található. Az épület 1929-ben készült el tégla, mészkő, és terrakotta burkolattal, késői reneszánszt idéző szobrokkal díszítve.
Róth kedvence a Central Park nyugati épületei közül a San Remo ház 1930-ból. New York első ikertornyos épülete, mely olasz reneszánsz stílusban ábrázolja a magas lakóház formát.
Róth neve leginkább a luxus lakóházakkal hozható kapcsolatba, de a kevésbé gazdag New York-iaknak is épített lakóházakat és templomokat. Egyik ilyen munkája a First Hungarian Reformed Church 1915-ből, mely a bécsi szecessziós stílust egyesíti magyar népi motívumokkal.
Róth Imre halála után fiai továbbvitték a mesterséget Emery Roth & Sons néven. Olyan épületek köthetők a nevükhöz, mint a General Motors Building, a World Trade Center, vagy a Citigroup Center.

## Emery Roth munkái
- Hotel Belleclaire, Broadway (1903)
- 47 West 96th St.
- 310 West End Avenue
- The First Hungarian Reformed Church, East 69th St.(1916)
- Ritz Hotel Tower (1925)
- Warwick Hotel (1927)
- The Oliver Cromwell, West 72nd St. (1927)
- "Manchester House", 145 West 79th Street (1928)
- St Moritz (Ritz-Carlton) Hotel, Central Park South
- The Beresford (1929), 211 Central Park West
- The Eldorado (1929–31)
- The San Remo, Central Park West (1930)
- The Ardsley (1931)  Archiválva 2007. március 11-i dátummal a Wayback Machine-ben
- 140 East 28th street (1932)
- The Normandy 140 140 Riverside Drive.
- Coliseum Plaza, 243 West End Avenue (1925)